# ケプラー宇宙望遠鏡が発見した惑星の一覧

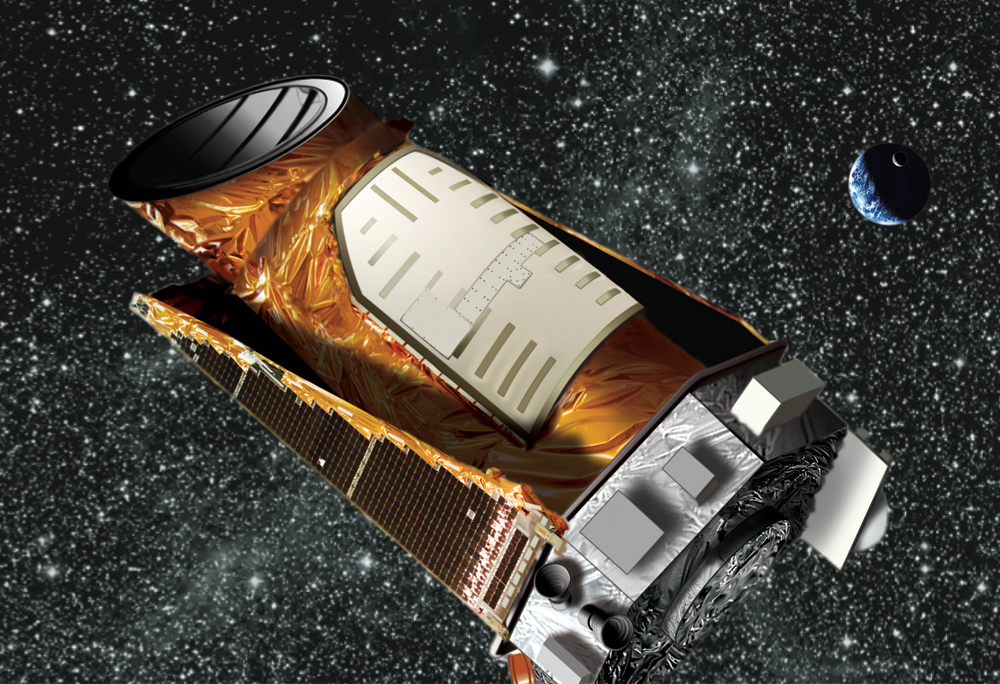
ケプラー宇宙望遠鏡

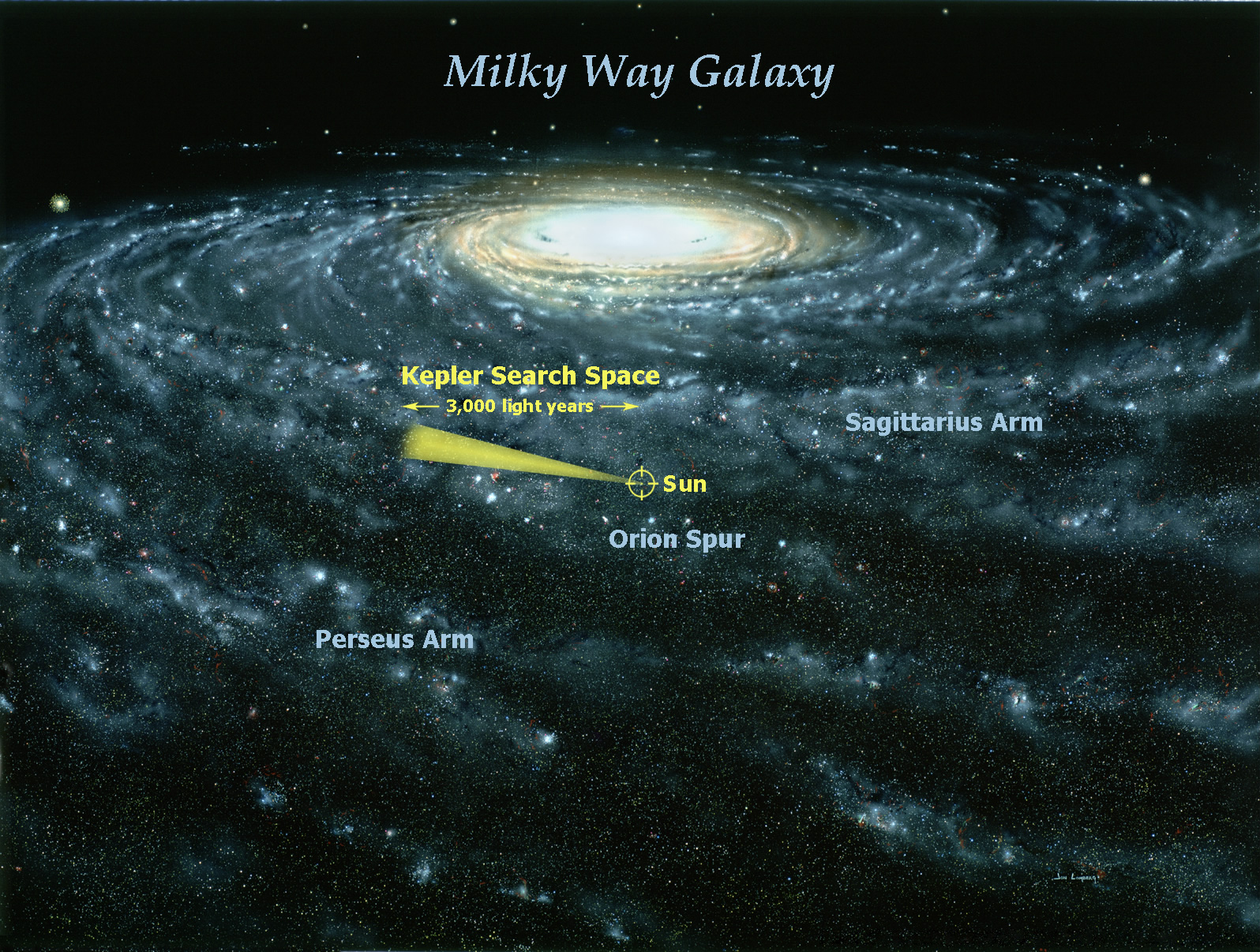
黄色い部分がケプラーが探査している領域

ケプラー宇宙望遠鏡が発見した惑星の一覧（けぷらーうちゅうぼうえんきょうがはっけんしたわくせいのいちらん）では、2009年にNASAが打ち上げたケプラー宇宙望遠鏡によって発見された太陽系外惑星の一覧を掲載する。

## 定義
この表の値は基本的にKepler Discoveries Tableに掲載されている発見された惑星の一覧表を参考にしている。ただ一部、太陽系外惑星エンサイクロペディアやArXiv、NASA Exoplanet Archiveなどの値が掲載されている箇所もある。ちなみに一覧表の最初にあるTrES-2は大西洋両岸系外惑星サーベイが、HAT-P-7b、HAT-P-11bはHATネットが発見した惑星だが、ケプラー宇宙望遠鏡の視野内にある為、それぞれにケプラー1b、ケプラー2b、ケプラー3bという別名が与えられている。その為、この3つの惑星も一覧に掲載する。また参考の為、太陽と太陽系の惑星のデータも掲載する。
| 発見された惑星の数                 | 個数   | 先月比 |
| ---------------------------------- | ------ | ------ |
| 確認済みの数（2015年10月11日時点） | 1030個 | ±0     |
| 候補の数（2015年10月11日時点）     | 4696個 | ±0     |

## 一覧
一覧では中央値のみ記載する。